# سعادى مداد
سُعادى مدَّاد أو الخُبّ نوع من السعادى نبات جذموري معمر يعيش في الرمال القاحلة ويستعمل لتثبيتها. موطنها أوروبا وشمال إفريقية والشرق الأوسط.